# 拉戈阿-杜卡鲁
拉戈阿-杜卡鲁是巴西伯南布哥州的一个市镇。总面积69.87平方公里，总人口14226人，人口密度203.6人/平方公里。